# Clube Atlético Itapemirim
Il Clube Atlético Itapemirim, noto anche semplicemente come Atlético Itapemirim, è una società calcistica brasiliana con sede nella città di Itapemirim, nello stato dell'Espírito Santo.

## Storia
Il club è stato fondato il 5 dicembre 1965 e fino al 2011 era un club amatoriale, quando si affiliò alla Federação de Futebol do Espírito Santo (FES) e alla Confederação Brasileira de Futebol (CBF). Nello stesso anno, ha partecipato alla 
seconda divisione statale, dove ha terminato al 5º posto. Nel 2014, dopo due anni di assenza, il club è ritornato a partecipare alla seconda divisione statale, quando perse la finale per il titolo a favore dello Sport, ma venendo promosso per la massima divisione statale dell'anno successivo. Nello stesso anno, il club è stato finalista della Copa Espírito Santo, dove fu sconfitto 1-2 all'andata e pareggiato 1-1 al ritorno contro il Real Noroeste. Nel 2017, il club ha vinto per la prima una competizione professionistica, il Campionato Capixaba, dopo il pareggio di 2-2 all'andata e la vittoria di 2-1 al ritorno contro il Doze, qualificandosi così per la Coppa del Brasile e per il Campeonato Brasileiro Série D dell'anno successivo.

## Palmarès

### Competizioni statali
- Campionato Capixaba: 1

2017
- Campeonato Capixaba Série B: 1

2022
- Copa Espírito Santo: 1

2017

### Altri piazzamenti
- Copa Verde:

Finalista: 2018